# 三浦公明
三浦 公明（みうら こうめい、1932年〈昭和7年〉3月8日 - 2011年3月20日）は、日本の政治家、元千葉県君津市長（2期）。位階は正六位。旭日双光章受章。

## 来歴
長崎県出身。中央大学法学部卒。
君津市役所に入り、助役などを務める。1998年、君津市長選挙に立候補し、現職を破り、初当選する。2002年に再選。市長を2期務め、2006年に退任した。2010年秋の叙勲で旭日双光章を受章。2011年3月20日に死去。死没日付をもって叙正六位。

## 選挙歴
| 当落 | 選挙               | 執行日         | 年齢 | 選挙区 | 政党   | 得票数    | 得票率 | 定数 | 得票順位 /候補者数 | 政党内比例順位 /政党当選者数 |
| ---- | ------------------ | -------------- | ---- | ------ | ------ | --------- | ------ | ---- | ------------------ | ---------------------------- |
| 当   | 1998年君津市長選挙 | 1998年10月18日 | 66   | ――     | 無所属 | 2万3311票 |        | 1    | 1/2                | /                            |
| 当   | 2002年君津市長選挙 | 2002年10月27日 | 70   | ――     | 無所属 | 2万1589票 |        | 1    | 1/3                | /                            |